# Magnisowie

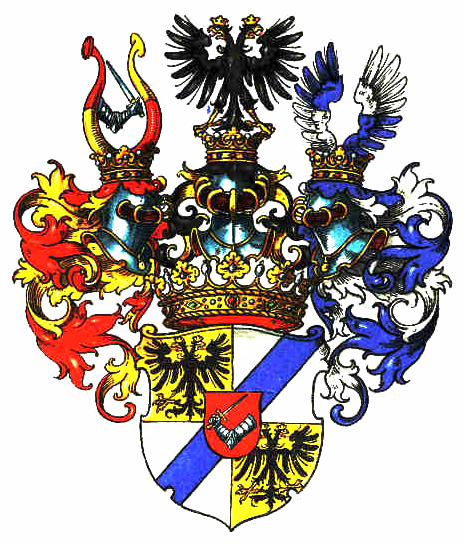
Herb rodu von Magnis

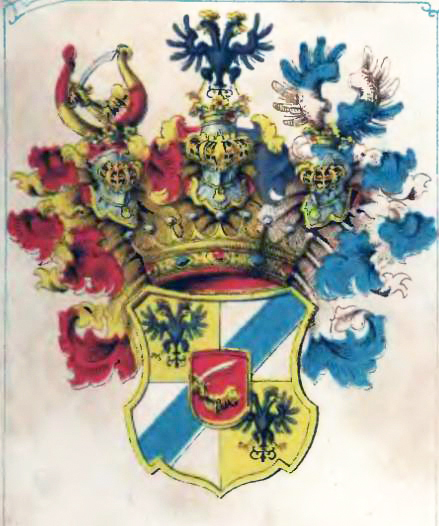
Herb rodu von Magnis

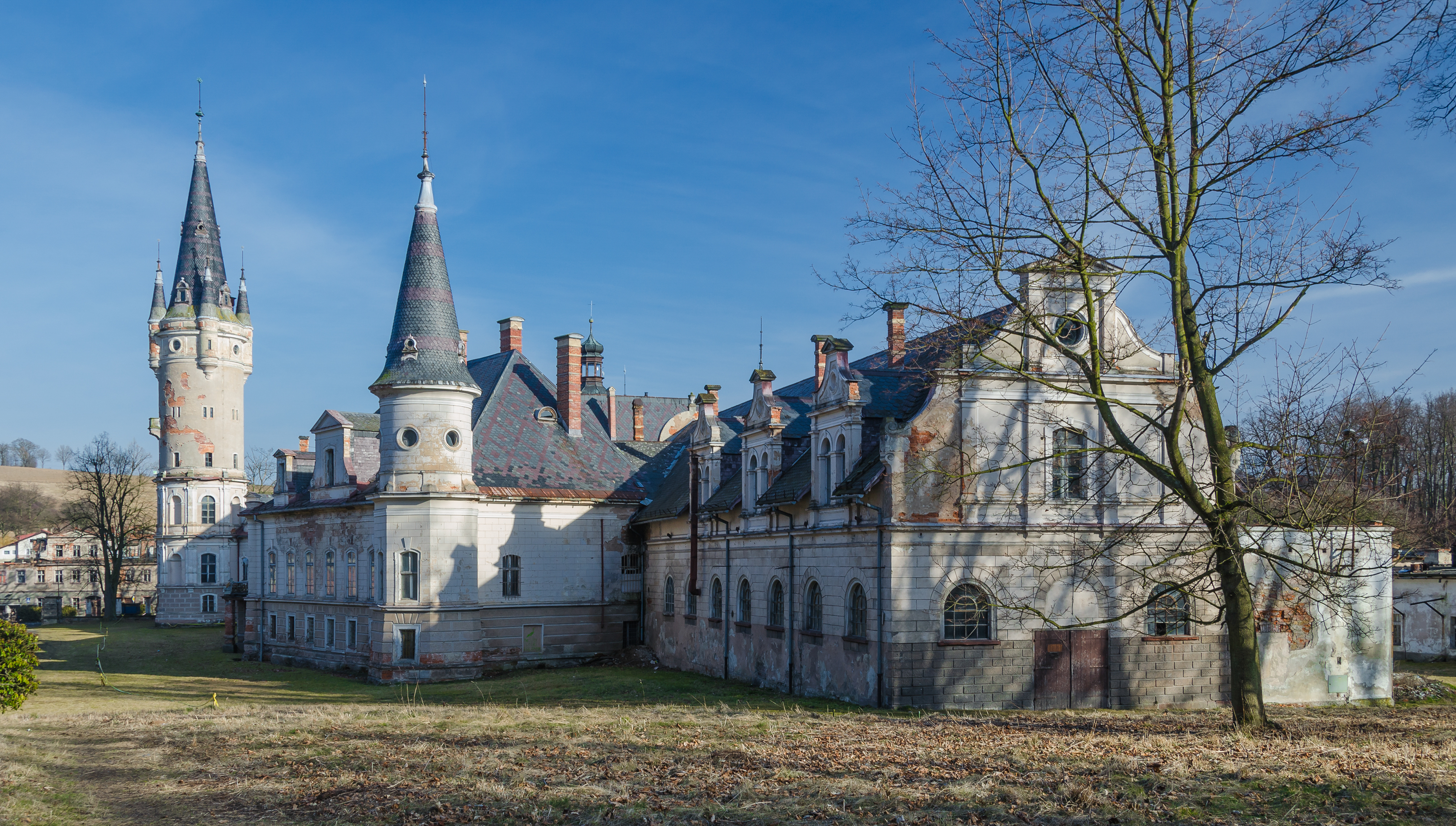
Pałac w Bożkowie w XIX w. to główna rezydencja w hrabstwie kłodzkim

Magnisowie (wł. Magni) – ród arystokratyczny pochodzenia włoskiego, mający swoje posiadłości w Austrii, Czechach, na Morawach, na ziemi kłodzkiej i Śląsku.

## Rodzina
Ród Magnisów wywodzi się z północnych Włoch. Ich pierwotną siedziba było Lurago nad jeziorem Como. Zajmowali się początkowo kupiectwem na terenie Lombardii, w tym Mediolanu, a następnie weszli w skład świty cesarskiej.
Magnisowie zostali sprowadzeni do Rzeszy Niemieckiej w XVI wieku za sprawą Giovanniego Pietra Magniego (1555–1618), który sprawował funkcję nadwornego lekarza cesarskiego. W 1622 zostali zaliczeni w poczet niemieckiej szlachty, otrzymując tytuł Freiherra (niem. wolny pan, baron).
2 czerwca 1637 otrzymali tytuł hrabiów Rzeszy (Reichsgraf). W tym czasie uzyskali wysoką pozycję na dworze nabywając posiadłości na Morawach.
Przez nabycie dóbr na terenie hrabstwa kłodzkiego w 1780 zostali włączeni w obręb szlachty pruskiej. Po II wojnie światowej przenieśli się na zachód Niemiec.

## Siedziby

### Morawy
- 1624–1630 Moravec. W skład w tych włości wchodziły ponadto: Mitrov, Rožná, Meziboří, Bukov i Jabloňov.
- 1628–1945 Straßnitz
- 1917–1945 pałac w Bzencu

### Hrabstwo kłodzkie
- 1780–1945 Albendorf (Wambierzyce)
- 1791–1945 Eckersdorf (Bożków)
- 1793–1945 Ullersdorf (Ołdrzychowice Kłodzkie)
- 1821–1945 Neurode (Nowa Ruda)
- posiadłości w: Gabersdorf (Wojborzu), Mittelsteine (Ścinawce Średniej), Möhlten (Gorzuchowie), Mühldorf (Młynowie), Niedersteine (Ścinawce Dolnej), Rothwaltersdorf (Czerwieńczycach), Seifersdorf (Raszkowie), Volpersdorf (Woliborzu) i Wiesau (Łącznej).

## Członkowie rodu
- Giovanni Battista Magni (zm. 1562), kupiec w Como
- Constantin Magni (1527–1606), członek cesarskiej Tajnej Rady w Wiedniu, od 1588 w Pradze
  - Valerian von Magnis (1586–1661), prowincjał austriacko-czeskiej prowincji o. kapucynów, dyplomata cesarski, syn Constantina Magni (1527–1606)
  - Franz von Magnis (1598-1652)(inne języki), cesarski dowódca. W 1628 nabył miasto i posiadłość w Straßnitz, syn Constantina Magni (1527–1606), bezdzietny
- Giovanni Pietro Magni (1555–1618), cesarski lekarz
- Maximilian Philipp von Magnis (1685–1738), pan na Straßnitz i Přestavlkach, syn Stepana Ferdinanda von Magnis[2]
- Franz Johann von Magnis (1727–1757), pan na Straßnitz, żonaty z Marią Franciszką von Götzen (1721–1780), córką Franza Antona von Götzena (1693–1738)
  - Anton Alexander von Magnis (1751–1817), pan na Přestavlkach. Odziedziczył po matce Marii von Götzen (zm. 1780) Bożków; syn Franza von Magnis (1727–1757)
    - Wilhelm von Magnis (1787–1851), posiadacz ziemski, syn Antona von Magnis (1751–1817)
    - Anton von Magnis (1786–1861), posiadacz ziemski,  syn Antona von Magnis (1751–1817)
      - Philipp von Magnis (29.07.1822-24.07.1857)[3], żonaty z Octavią von Leutrum-Ertingen[4], syn Antona von Magnis (1786–1861),
- Franz von Magnis (1773–1848), mecenas sztuki
- Anton Franz von Magnis (1862–1944), przemysłowiec, poseł do Reichstagu i pruskiej Izby Panów, syn Wilhelma Ernesta von Magnisa (1828-1888)
  - Gabriele von Magnis (1896–1976), hrabina, zaangażowana społecznie, córka Antona von Magnis (1862–1944),
- Franz Magnis-Suseno (ur. 1936 jako Franz Graf von Magnis), jezuita, rektor Wyższej Szkoły Filozoficznej w Dżakarcie (Indonezja), syn  Marii Ferdinanda von Magnis
- Antonius Graf von Magnis (1943–1999), ekonomista, dyrektor Heskiego Stowarzyszenia Przedsiębiorców